# ローランド・MC-303
MC-303は、かつてローランドが製造、販売したシンセサイザー。
ダンスミュージックシーンにおいて、かつてローランドが発売したTB-303、TR-808、TR-909などの人気の高まりを受けて発売された。JD-800のフィルタを元に、TB-303の外観をイメージしたコンパクトな外観にシンセサイザー、シーケンサー、ドラムマシンを内蔵していた。
工場出荷時から、多ジャンルにわたる音楽ループが多数入っていた。
MC-303のキャッチコピーに用いられていたGrooveboxは、後に同様の楽器が各社から多数登場したことから、楽器のジャンルを表す言葉としても用いられている。
1998年に発展版のMC-505が発売されたことを機に販売終了した。

## 主なユーザー
- 篠原ともえ（歌手、作詞家、作曲家、タレント）